# جان کونئو
جان کونئو (انگلیسی: John Cuneo; زاده ۱۶ ژوئن ۱۹۲۸ – درگذشته ۲ ژوئن ۲۰۲۰) قایقران قایق بادبانی اهل استرالیا بود.
از افتخارات وی میتوان به کسب مدال طلا در بخش دراگون قایق بادبانی در بازی‌های المپیک تابستانی ۱۹۷۲ اشاره کرد.